# Alfhild Agrell
Alfhild Teresia Agrell (Härnösand, Ångermanland, 14 de gener de 1849 - Flen, 8 de novembre de 1923) fou una escriptora i dramaturga sueca. És coneguda per les seves obre sobre la igualtat sexual, en contraposició a la doble moral sexual contemporània, i per tal, partícip del debat públic que s'anomenà Sedlighetsdebatten.

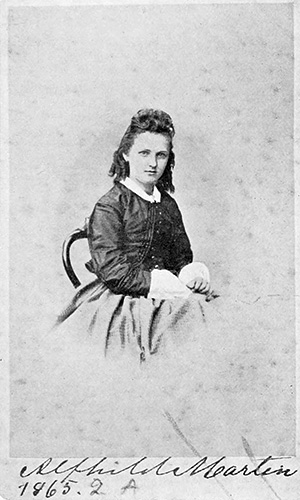
Alfhild Agrell amb 16 anys.

## Vida
Era filla d'Erik Johan Martin i Karolina Margareta Adolphson. Va estar casada des de 1868 fins 1895 amb Albert Agrell.
Va començar a publicar novel·les, tot i que aviat passa al teatre, gènere en el qual fou molt prolífica. Al llarg de la dècada de 1880 va formar part activa dels cercles literaris i intel·lectuals d'Estocolm, al costat dels autors joves i radicals que després s'anomenarien Det unga Sverige (Jove Suècia), entre les quals Anne Charlotte Leffler, Calla Curman i Ellen Key.
Räddad és l'obra que la impulsà en el gènere teatral. Malgrat que se li atribueix la influència de l'obra d'Ibsen Casa de nines, Alfhild Agrell es mostra fortament crítica de la visió de la dona que ell hi presenta. Agrell retrata dones que han estat danyades i pervertides pel domini masculí i no contempla cap possibilitat idealitzada de redempció o d'un futur millor.
Alfhild Agrell va ser una col·laboradora important a la causa de la igualtat de gènere respecte a la sexualitat. En les seves obres maneja les qüestions i conseqüències de la injustícia sexual o la doble moral sexual (com el fet que una dona estigui sotmesa al menyspreu quan ella fa el mateix que un home en els assumptes sexuals); les qüestions de tenir una "mala reputació" i de la culpa imposada en la dona i no en l'home quan un nen naixia fora del matrimoni; i les dificultats que existien quan una dona de classe baixa i un home de classe alta s'enamoraven, i les conseqüències de tal relació.
Agrell es mostrava pessimista respecte a l'esperança que algun dia, dones i homes aconseguissin la igualtat sexual, i dubtava que una dona pogués trobar tal cosa en el matrimoni, on ella per llei es trobava molt restringida i supeditada als capritxos del seu marit.
Alfhild Agrell va utilitzar durant un temps els pseudònims Thyra, Lovisa Petterqvist i Stig Stigson, però aviat va començar a utilitzar el seu nom real, cosa inusual per a una dona. Per exemple, altres dramaturgues sueques famoses del mateix segle, com les germanes Louise i Jeanette Granberg, usaren sempre pseudònims masculins. El tema en el qual es va centrar, la doble moral sexual, era molt escandalós per a la seva època.

## Obres
- Räddad, ("Salvada"), 1883, obra teatral
- Dömd, ("Jutjada"),1884, obra teatral
- Ensam, ("Sola"), 1886, obra teatral
- Vår, ("Primavera"), 1889, obra teatral
- Ingrid, 1900, obra teatral
- Småstadsliv, ("Vida de poble"), 1884
- Från land och stad, ("Del camp a la ciutat"), 1884, col·lecció de novel·les.
- På landsbygden, ("En el camp"), 1887
- Norrlandsgubbar och Norrlandsgummor, ("Ancianes i ancians en Norrland"), 1899-1900
- Vad ingen ser,, ("El que ningú veu"), 1885
- I Estocolmo, ("A Estocolm"), 1893
- Hemma i Jockmock, ("A casa, en Jockmock"), 1896
- Nordanifrån, ("Des del nord"),1898
- Guds drömmare, ("Visionària de Déu"),1904
- Norrlandshumör, ("Temperament de Norrland"),1910